# Loligoblæksprutte
Loligoblæksprutten (Loligo forbesii) er en tiarmet blæksprutte, der bl.a. lever i danske farvande. Den er fritsvømmende og færdes ofte i stimer. Blæksprutteringe er typisk kød fra denne eller lignende arter (f.eks flyveblæksprutte, Todarodes sagittatus, der også findes i Danmark).

## Udseende
Arten kan have en totallængde på op til 100 centimeter, men er oftest mindre. Den er rødbrunt farvet, og på undersiden og kappens sider findes rødbrune striber. Hannerne er størst. Finnerne danner hos de voksne dyr en aflang rhombisk figur og indtager cirka ¾ af kappelængden. Armenes længde er knap halvdelen af kappens.

## Forekomst
Den findes i store dele af Atlanterhavet, fra Azorerne og de Kanariske Øer i syd til Norge (ca 65° nordlig bredde) i nord. I danske farvande optræder den navnlig i efteråret, men kan findes hele året.

## Levevis
Loligoblæksprutten jager i stimer. Den lever af fisk og snegle, som den griber med de lange fangarme med sugekopper. Nogle gange forfølger den sit bytte helt op over overfladen. Den kan svømme meget hurtigt på grund af den slanke, strømlinede krop.
Loligoblæksprutten har en levetid på kun ca. 2 år, hvilket er typisk for de fleste arter af blæksprutter.

## Andre danske Loligo-arter
Foruden Loligo forbesii er to arter i familien Loliginidae registreret i Danmark:
- Dværgblæksprutte (Alloteuthis subulata)
- Europæisk loligo (Loligo vulgaris)